# Александру Нікулеску
Александру А. Нікулеску (рум. Alexandru A. Niculescu; 1 січня 1941, Бухарест, Румунія) — румунський дипломат. Постійний представник Румунії при Організації Об'єднаних Націй (2001—2003)..

## Життєпис
Народився 1 січня 1941 року в Бухаресті, Румунія. У 1962 році закінчив Політехнічний університет Бухареста за спеціальністю телебачення. У 1964 році закінчив аспірантуру з міжнародних відносин в Університеті права в Бухаресті.
З 1995 по 1998 рік пан Нікулеску обіймав посаду директора Відділу Організації Об'єднаних Націй та інших спеціалізованих установ Румунії. До цього він був тимчасовим повіреним у справах Постійного представництва Румунії при Відділенні ООН у Женеві з 1990 по 1991 рік і заступником постійного представника з 1991 по 1995 роки. У 1973—1978 роках він був другим секретарем посольства Румунії в Пекіні.
Пан Нікулеску обіймав різні посади в органах Організації Об'єднаних Націй, включаючи віцеголови Генеральної конференції Організації Об'єднаних Націй з промислового розвитку (ЮНІДО) у 1997 році та віцеголови Економічної та Соціальної Ради у 1995 році.
Він був членом делегації своєї країни на міжнародних зустрічах, включаючи Генеральну Асамблею Організації Об'єднаних Націй і Конференцію з безпеки і співробітництва в Європі, а також очолював делегацію Румунії на щорічній сесії Європейської економічної комісії в 1998 році.
5 вересня 2000 року обраний головою Другого комітету (економічного та фінансового) п'ятдесят п'ятої сесії Генеральної Асамблеї, з 1999 року обіймав посаду радника міністра та заступника постійного представника Румунії при ООН. був заступником голови Другого комітету на п'ятдесят четвертій сесії Асамблеї.
У 2000—2003 рр. — Постійний представник Румунії при Організації Об'єднаних Націй у Нью-Йорку.